# 亞歷山大·馬齊耶夫斯基
亚历山大·伊霍羅維奇·馬齊耶夫斯基（烏克蘭語：Олександр Ігорович Мацієвський，羅馬化：Oleksandr Ihorovych Matsiievskyi，發音：[olekˈsɑndr ˈiɦorowɪtʃ mɐts⁽ʲ⁾iˈjɛu̯sʲkɪj]；1980年5月10日—2022年约12月30日），烏克蘭武裝部隊第119獨立國土防衛旅士兵。曾參與俄烏戰爭，在2022年俄羅斯入侵烏克蘭期間陣亡。他被烏克蘭國家安全局最終確認是在互聯網流傳影片中，说出「榮光歸烏克蘭」（Слава Україні）口號後被俄軍所殺的不明身份軍人。

## 生平
馬齊耶夫斯基出生於1980年5月10日，出生地為摩爾達維亞蘇維埃社會主義共和國的基希訥烏。其1997年畢業於高中後，進入了專科學校，畢業後獲得了電工技術人員的證書。2008年，他和妻兒移居烏克蘭北部位於切爾尼戈夫州的城市尼任，並在那裡以專業技術人員的身份工作。但仍然保留摩爾多瓦國籍。在战前，他與曾在基希訥烏鞋廠擔任技術員的母親帕拉斯科維婭（Парасковія）、妻子和兒子居住在尼任。
自2022年2月24日俄羅斯入侵烏克蘭的第一天起，馬齊耶夫斯基自願前往尼任的訓練中心和指揮部，但未能立即加入軍隊。他幫助建造防禦工事，守衛檢查站，準備燃燒彈和再次前往集結點。2022年3月11日，他被分配到第119獨立國土防衛旅，接受訓練，並被任命為狙擊手。
馬齊耶夫斯基曾參與切爾尼戈夫戰役。2022年11月，馬齊耶夫斯基所在的部隊被調往巴赫穆特，在那裏執行近一個月的任務。之後，部隊被調往頓涅茨克州的索萊達爾。2022年12月30日，他擔任狙擊手的火力支援連在該地區佔據了防禦陣地。在防禦陣地的最側面，由包括馬齊耶夫斯基在內的5名士兵駐守。在長達12小時的戰鬥中，火力支援連成功擊退了敵人的進攻。在戰鬥中，戰鬥人員和馬齊耶夫斯基失去聯絡。馬齊耶夫斯基被俄軍俘虜，并最终遭俄军枪杀。
2023年2月，馬齊耶夫斯基和他的兩名戰友的遺體被運回家。根據死因證明書，馬齊耶夫斯基死於槍傷。2023年2月14日，馬齊耶夫斯基被埋葬在尼任的墓地。

## 戰死
2023年3月6日，一段12秒的影片開始在互聯網流傳，該影片的原始來源以及拍攝時間和地點仍然未知。影片當中有一位穿着烏軍軍服的不明身份士兵，他當時手上沒有武器，站在壕溝中吸了一口烟后说出「榮光歸烏克蘭」口號，隨即被幾名疑似俄軍士兵從不同角度開槍射擊，該士兵隨後倒地。开枪的士兵隨後使用俄語說道「去死吧，婊子」。
由於該影片画质低劣，軍人的面部模糊不清，阻礙了身份識別過程，導致一度未確定影片中的軍人的身份。
傳媒首先引用第30獨立機械化旅的說法，認為被俄羅斯士兵俘虜及殺害的軍人是該旅士兵季莫菲·沙杜拉。而烏克蘭記者尤里·布圖索夫則報導指軍人的身份是亞歷山大·馬齊耶夫斯基。第119獨立領國土防衛旅支持這個結論，影片中軍人被馬齊耶夫斯基的家人和同袍認出。根據馬齊耶夫斯基所屬的單位指揮官說法，馬齊耶夫斯基原本是狙擊手，但在那次戰鬥中他拿的是自動步槍，其識別出馬齊耶夫斯基的聲音、面部表情、特有的眉毛傷疤、服裝元素和定製綠色V形肩章。在影片中，這名軍人已經脫掉了彈藥和防彈背心，站在挖好的坑邊。其身上的致命槍傷與死因報告吻合。
馬齊耶夫斯基的母親和兒子也認出影片中軍人是他，馬齊耶夫斯基的母親表示「我一整晚都沒睡覺，一直在想著他。但感覺某種莫名的安慰和一絲光明，因為我看到了我的兒子是如何壯烈犧牲的。這很痛苦，但我真的看到了我兒子的性格，他是如此堅強、不屈不撓。他曾經說過：『媽媽，我永遠不會向敵人屈服。』甚至在半夜，他還一遍又一遍地重複著：『榮光歸烏克蘭。』他是如此勇敢、無畏，我無法向你們表達他的英勇。」
最終烏克蘭安全局根據法醫肖像檢查，確定馬齊耶夫斯基為片中軍人。

## 纪念与榮譽
烏克蘭英雄：烏克蘭總統澤連斯基在2023年3月12日發表演說，追授馬齊耶夫斯基為烏克蘭英雄稱號，他表示：「今天我授予烏克蘭英雄稱號給予亞歷山大·馬齊耶夫斯基。他是一位士兵，一位所有烏克蘭人都將會知道的人，一位將會被永遠紀念的人。他因其勇敢和自信，以及在烏克蘭『榮光歸烏克蘭！』的呼喊而受到了這種榮譽。」

## 各方反應

### 烏克蘭
這段影片激起烏克蘭全國的憤怒，烏克蘭人在社交媒體上發表了他們的反應並發起了一場快閃活動，發佈陣亡將士的剪影和題有「榮光歸於英雄」字樣的藝術作品，這句話是「榮光歸烏克蘭」口號的回應。澤連斯基就處決事件發表公開演說，表示「佔領者殘忍地殺害了一名勇敢地對他們說：『榮光歸烏克蘭！』的士兵。我希望我們所有人都能對他的話做出一致的回應，『榮光歸於英雄！榮光歸於英雄們！榮光歸烏克蘭！』」他承諾會找到兇手。
烏克蘭總檢察長安德烈·科斯廷（Андрій Костін）宣布根據《烏克蘭刑法》第438條第2項，起訴殺害片中軍人的俄軍違反戰爭法。烏克蘭外交部長德米特羅·庫列巴呼籲國際刑事法院檢察官卡里姆·汗（Karim Khan）調查此事，形容「這場戰爭是種族滅絕的又一證據」。最高拉達人權專員德米特羅·盧比內茨（Дмитро Лубінець）表示會將影片傳送至全球各地的人權專員。人民公僕宣布，在確定死者身份後，將呼籲烏克蘭總統澤連斯基為該軍人頒發烏克蘭英雄榮譽。

### 俄羅斯
俄羅斯人在影片廣為流傳後反應強烈，俄羅斯宣傳人員和軍事記者在其Telegram頻道斷定影片做假。有些宣傳人員正試圖向俄羅斯人解釋，該軍人可能是一名逃兵，在影片中被他烏軍同袍處決。而另一些宣傳人員的說法是，該軍人是俄羅斯士兵，被烏軍威迫說出「榮光歸烏克蘭」後處決。

### 摩爾多瓦
摩爾多瓦外交部在烏克蘭確定片段中的軍人為馬齊耶夫斯基後發表聲明，強烈譴責俄軍謀殺摩爾多瓦公民的行為，形容這種行為可以定性為戰爭罪，是嚴重違反國際法及人道主義法的行為。